# Gårdsjön, Halland
Gårdsjön är en sjö i Laholms kommun i Halland och ingår i Lagans huvudavrinningsområde.